# María Campoy
Pour les articles homonymes, voir Campoy.
María Pilar Campoy est une joueuse de hockey sur gazon argentine évoluant au poste de milieu de terrain au Club Campo de Madrid et avec l'équipe nationale argentine.

## Biographie
María est née le 6 octobre 1990 à Vicente López dans la province de Buenos Aires.

## Carrière
Elle a concouru aux Jeux olympiques d'été de 2016 à Rio de Janeiro avec l'équipe nationale première.

## Palmarès
- : 1er à la Ligue mondiale 2014-2015[2].
- : 1er au Champions Trophy 2016.
- : 1er à la Coupe d'Amérique 2017.
- : 1er aux Jeux sud-américains 2018.